# Disease-Management-Programm
Ein Disease-Management-Programm (abgekürzt DMP) ist ein zentral organisiertes Behandlungsprogramm für chronisch kranke Menschen. Es stützt sich auf die Erkenntnisse der evidenzbasierten Medizin. Im Bereich der gesetzlichen Krankenversicherung (GKV) werden diese Programme auch als strukturierte Behandlungsprogramme oder Chronikerprogramme bezeichnet. Das Konzept stammt ursprünglich aus den USA.
Disease-Management-Programme existieren im deutschen Gesundheitswesen seit etwa 2002. Sie gelten als Bausteine für andere neuartige Konzepte wie integrierte Versorgung und Fall-Management.

## Definition
Es gibt für den Begriff Disease Management keine einheitliche Definition. Exemplarisch sei hier die Definition der Disease Management Association of America (DMAA) in der Übersetzung der Bundesärztekammer wiedergegeben:
„Disease-Management besteht aus einem System koordinierter Gesundheitsversorgungsmaßnahmen und Informationen für Patientenpopulationen mit Krankheitsbildern, bei denen eine aktive Beteiligung der Patienten an der Behandlung zu substanziellen Effekten führen kann. Disease-Management
- unterstützt die Arzt-Patientenbeziehung und das Behandlungsschema
- zielt auf die Prävention von Krankheitsverschlechterungen und Komplikationen durch die Verwendung Evidenz-basierter Behandlungsleitlinien und Patienten-Empowerment-Strategien
- prüft fortlaufend die klinischen, humanitären und ökonomischen Behandlungsergebnisse mit dem Ziel, die Gesundheitslage zu verbessern“

## Ziele
Etwa zwanzig Prozent der Bundesbürger leiden an chronischen Erkrankungen mit einer Krankheitsdauer von mehr als vier Wochen und brauchen eine kontinuierliche ärztliche Behandlung, die Überwachung und medikamentöse Therapie umfasst. Die Organisation des deutschen Gesundheitswesens ist aber primär auf die Therapie von akuten Krankheiten ausgerichtet, so dass ein chronisch kranker Patient mehrere Anlaufstellen für verschiedene Aspekte seiner Krankheit haben kann. Der erste Ansprechpartner ist normalerweise der Hausarzt, der in der Regel auch die Langzeitbetreuung übernimmt. Sind Spezialkenntnisse oder spezielle Geräte erforderlich, wird der Patient zu einem Facharzt oder sogar zu mehreren Fachärzten überwiesen oder in ein Krankenhaus eingewiesen. Patienten können aber einen Facharzt auch direkt konsultieren oder sich in Notfällen im Krankenhaus behandeln lassen. Dort wird dann zwar der Akutfall therapiert, es findet aber keine präventive Langzeitbetreuung statt. Auch können die Patienten den Hausarzt oder die Fachärzte beliebig oft wechseln und verschiedene Krankenhäuser aufsuchen. Mitunter stockt der Informationsfluss zwischen den Behandlern, so dass es an der Koordination der Behandlung mangelt. Durch diese unsystematische, punktuelle Behandlung besteht die Gefahr einer Unter-, Über- oder gar Fehlversorgung des Patienten. Diese Entwicklung soll durch Disease-Management-Programme korrigiert werden, indem eine langfristige, präventive Begleitung des Chronikers erfolgt.
Mit Hilfe von Disease-Management-Programmen sollen
- Patienten, die unter chronischen Krankheiten leiden, durch eine gut abgestimmte, kontinuierliche Betreuung und Behandlung vor Folgeerkrankungen bewahrt werden;
- Haus- und Fachärzte sowie Krankenhäuser, Apotheken und Reha-Einrichtungen koordiniert zusammenarbeiten;
- die Therapieschritte nach wissenschaftlich gesichertem medizinischen Wissensstand aufeinander abgestimmt sein;
- mittel- bis langfristig die Leistungsausgaben der Krankenkasse gesenkt werden.

Indikationen des Disease-Management-Programme sind insbesondere so genannte Zivilisationskrankheiten – beispielsweise Koronare Herzkrankheit, Asthma, Chronisch obstruktive Lungenerkrankung oder Diabetes mellitus Typ II. Diese Krankheiten treten aufgrund der modernen Lebensumstände – schlechte Ernährung, Bewegungsarmut, Stress, Umweltgifte – häufig auf und verursachen einen wesentlichen Anteil der medizinischen Versorgungskosten. Allein der Anteil der Diabetiker an der Erwachsenenbevölkerung in Deutschland und Europa wird auf 7 % bis 8 % geschätzt. Entsprechend zielen die begleitenden Maßnahmen der Disease-Management-Programme auf Verhaltensänderungen bei den Patienten ab – gesündere Ernährung, mehr Bewegung, Raucherentwöhnung etc.
Disease Management kann auch bei anderen, nicht zivilisationsbedingten chronischen Krankheiten eingesetzt werden. In Deutschland gibt es zurzeit (2019) Programme für Brustkrebs, Diabetes mellitus Typ I, Diabetes mellitus Typ II, Asthma, Chronisch obstruktive Lungenerkrankung (COPD) sowie Koronare Herzkrankheit (KHK) mit einem Modul Chronische Herzinsuffizienz.

## Instrumente
Disease-Management-Programme stellen keinen Ersatz für die Therapie durch einen Arzt dar, sondern sind als unterstützende und koordinierende Maßnahme vorgesehen. In erster Linie haben sie informativen Charakter, d. h., der Patient wird über seine Krankheit, deren Symptome und Bedeutung, Behandlungsmöglichkeiten, Medikamente und Spezialärzte umfassend aufgeklärt. Dazu werden fast alle Möglichkeiten der modernen Kommunikation verwendet:
- Informationsbroschüren;
- Telefonische Beratungsgespräche;
- Erinnerungen (z. B. an notwendige Arztbesuche) per Telefon, Brief, E-Mail oder SMS;
- Beratung und Betreuung der Arzneimitteltherapie in der Apotheke vor Ort;
- Statistische Auswertungen über den Gesundheitszustand;
- Schulungen;
- Unterstützung durch telemedizinische Geräte.

## Varianten
Im deutschen Gesundheitswesen werden zwei Spielarten von DMP unterschieden:
- Disease-Management-Programme nach RSAV (DMP nach RSAV bzw. RSA-DMP);
- Freie Disease-Management-Programme.

## DMP nach RSAV/DMP-Richtlinie
Die Disease-Management-Programme nach RSAV (Risikostrukturausgleich-Verordnung) wurden mit dem Gesetz zur Reform des Risikostrukturausgleichs in der gesetzlichen Krankenversicherung vom 10. Dezember 2001 eingeführt. Dies entsprach einem Vorschlag aus einem Gutachten von Karl Lauterbach und Eberhard Wille für die Verbände der Gesetzlichen Krankenversicherung. Sie sind den gesetzlichen Krankenkassen (GKV) vorbehalten, da die Anzahl der am DMP teilnehmenden Patienten sich auf die Berechnung des Risikostrukturausgleichs auswirkte. Für eingeschriebene (d. h. teilnehmende) Versicherte wurden von 2003 bis 2008 neben den übrigen Versicherten eigene Profile gebildet, auf deren Basis ein gesonderter Ausgleich unter Berücksichtigung von durchschnittlichen Leistungsausgaben dieser Versichertengruppe stattfindet. Dies führte dazu, dass die Krankenkassen für solche eingeschriebenen Versicherten die Durchschnittsausgaben dieser Versichertengruppen aus dem RSA zugerechnet bekamen und nicht nur die wesentlich geringeren Zuweisungen, die sich aufgrund von Alter und Geschlecht ergaben. Seit Inkrafttreten des GKV-Versorgungsstrukturgesetz (GKV-VStG) zum 1. Januar 2012 ist der G-BA beauftragt, zu den DMP eigene Richtlinien zu erlassen.
Die Indikationen, für die DMP nach RSAV durchgeführt werden können, werden vom Gesetzgeber festgelegt. Im Einzelnen sind dies zurzeit:
- Brustkrebs,
- Diabetes mellitus Typ II,
- Koronare Herzkrankheit (KHK) inkl. Modul zu chronischer Herzinsuffizienz,
- Diabetes mellitus Typ I,
- Chronisch obstruktive Atemwegserkrankungen (COPD),
- Asthma bronchiale.

Weitere Indikationen (wie chronischer Rückenschmerz, Osteoporose, rheumatoide Arthritis, Depressionen, Herzinsuffizienz) sind in Vorbereitung; ob sie tatsächlich umgesetzt werden, ist allerdings noch nicht klar.
Möchte eine gesetzliche Krankenversicherung ein DMP nach RSAV durchführen, so entwickelt sie zunächst ein Programmkonzept und schließt dazu Verträge mit den Kassenärztlichen Vereinigungen (KV), Ärztenetzen, Krankenhäusern oder einzelnen Ärzten zu dessen Durchführung ab. Da es in Deutschland derzeit 17 KV-Bereiche gibt, muss eine bundesweit operierende Kasse somit mindestens 17 Verträge abschließen, um eine flächendeckende Versorgung zu gewährleisten. Diese Verträge werden dann beim Bundesamt für Soziale Sicherung (BAS) zur Prüfung eingereicht. Entsprechen die Verträge den gesetzlichen Anforderungen, werden sie vom BAS akkreditiert, d. h., die Berücksichtigung im Risikostrukturausgleich wird genehmigt.
Um die Qualität der Behandlungsprogramme sicherzustellen und die Versorgungsziele für einen Patienten festzulegen, ist im Laufe des Programms von Arzt und Versicherten regelmäßig gemeinsam ein Dokumentationsbogen auszufüllen. Dieser Dokumentationsbogen enthält einen Datensatz mit wichtigen Parametern, die zur Evaluation des Programms dienen. Auf dem Dokumentationsbogen werden – abhängig von der Indikation – folgende Werte festgehalten:
- Wichtige Laborparameter bzw. deren Veränderung;
- Untersuchungen;
- Begleit- und Folgeerkrankungen;
- Relevante Medikamente;
- Empfohlene und durchgeführte Schulungen;
- Administrative Daten (behandelnder Arzt, Erstellungsdatum etc.).

Anhand dieser Dokumentationsbögen kann die Krankenkasse den Verlauf des Programms unterstützen und die Wirkung kann ausgewertet werden.

### Teilnahme der Versicherten
Die Teilnahme eines Patienten ist freiwillig, wird jedoch häufig mit Bonusmaßnahmen unterstützt. Möchte ein Patient an einem DMP teilnehmen, so muss er sich zunächst einen am Programm teilnehmenden Arzt auswählen. Der Arzt erklärt dabei seine Teilnahme gegenüber der Kassenärztlichen Vereinigung, die ihm nach Prüfung der Strukturvoraussetzungen die Teilnahme bestätigt. Zusammen mit dem Arzt füllt der Patient dann eine Teilnahmeerklärung und die Erstdokumentation (elektronisch) aus.
Die ausgefüllten Unterlagen werden in Papierform und elektronisch (per Datenträger oder Datenfernübertragung) an eine Datenstelle weitergeleitet. Die Datenstelle muss den Datensatz anhand definierter Kriterien auf Plausibilität, Vollständigkeit und fristgerechte Übermittlung überprüfen. Soweit Daten zu ergänzen oder zu korrigieren sind, fordert sie diese beim Arzt nach.
Die erhobenen Daten werden mit pseudonymisierten Versichertendaten zur Gemeinsamen Einrichtung der das DMP durchführenden Krankenkassen und der KV übermittelt. Die Daten werden auch vollständig an die Krankenkasse weitergegeben. Dabei ist von der Krankenkasse sicherzustellen, dass nicht jeder Mitarbeiter Zugriff auf die Daten der Dokumentationen erhält. Die Dokumentationen stehen unter einem besonderen Datenschutz und dürfen nur für die Zwecke des DMP eingesehen und verarbeitet werden.

### Qualitätssicherung
Bestandteil der DMP-Verträge sind Ziele, die mit den Disease-Management-Programmen erreicht werden sollen, sowie konkrete Auslösealgorithmen auf Basis der auf den Dokumentationsbögen dokumentierten Parameter. Dabei wird festgelegt, ob der Arzt durch die gemeinsame Einrichtung der Krankenkassen und KV oder der Versicherte von seiner Krankenkasse Informationen erhalten soll. Dies bedeutet z. B., dass für am DMP Diabetes mellitus Typ 2 teilnehmende Versicherte, die nicht jährlich zur Untersuchung ihrer Augen eine Überweisung zum Augenarzt bekommen haben, von der Krankenkasse über die Wichtigkeit dieser Untersuchung informiert werden sollen.

### „Reminding“
Unter „Reminding“ werden Erinnerungssysteme sowohl für den Arzt als auch für den Patienten verstanden. Der Arzt wird auf noch im Quartal zu erstellende Dokumentationen hingewiesen. Die Krankenkassen informieren ihre Versicherten bei fehlenden Dokumentationen, nicht wahrgenommenen Schulungen oder anderen diagnose-spezifischen Anlässen.

### Beendigung der Teilnahme
Des Weiteren übernimmt die Krankenkasse das so genannte „Fallclearing“. Das bedeutet, dass die Kasse anhand festgelegter Regelwerke die Erfüllung des Programms kontrolliert und den Patienten gegebenenfalls ausschreibt, d. h. die Programmteilnahme beendet. Bei der Indikation Brustkrebs muss beispielsweise die Ausschreibung vorgenommen werden, wenn die Erstmanifestation – also das erste Auftreten – der Krankheit mehr als zehn Jahre zurückliegt und der Patient rezidivfrei ist. Weitere Ausschreibegründe sind unzureichende Programmteilnahme – in der Regel fehlende oder zu spät eingehende Dokumentationsbögen oder nicht wahrgenommene Schulungen – sowie Tod oder Kassenwechsel.

#### Konzeptionelle Kritikpunkte
- Die Definition der medizinischen Leitlinien für den Gesundheitszustand und die Methoden der Therapie sind in der medizinischen Fachwelt nicht unumstritten, bilden aber die Mehrheitsmeinung ab.
- Einige Ärzte fühlen sich in der Behandlungsfreiheit eingeschränkt, da sie sich bei ihrer Behandlung an der Leitlinie orientieren sollen. Der anfangs starke Widerstand der Ärzte hat sich allerdings mittlerweile gelegt. Die meisten Kassenärzte in Deutschland nehmen an den RSA-DMP teil.
- Die Verbindung mit dem Risikostrukturausgleich der Krankenkassen hat in der Vergangenheit dazu geführt, dass möglichst viele Patienten in ein Programm eingeschrieben wurden, um nicht finanziell benachteiligt zu werden. Durch die Koppelung an den Risikostrukturausgleich stand eher die Quantität der eingeschriebenen Versicherten als die Qualität der Versorgung von Hochrisikopatienten im Vordergrund. Derzeit gibt es nur noch eine Erstattung der Durchschnittsausgaben, die teilweise nicht zur Kostendeckung der Programme reicht.
- Die Dokumentationen waren zu bürokratisch und zu kompliziert und wurden während des laufenden Verfahrens zum Teil drastisch geändert (Datenversionen 1 und 2 gemäß RSAV 7. Fassung und RSAV 9. Fassung).
- DMP-Verfahren mussten auf Grund der föderalen Struktur der Ärztevertretungen für jeden KV-Bezirk einzeln verhandelt werden. Hierbei wurden Verträge mit unterschiedlichen Inhalten abgeschlossen.
- Durch Einschaltung des Bundesversicherungsamtes als Genehmigungs- und Prüfungsinstitution wurde der Prozess maßgeblich bürokratisiert und führt zu hohen Verwaltungskosten bei den Krankenkassen. So sind einige Punkte nicht klar geregelt bzw. wurden bei der Definition der Programme nicht berücksichtigt und lassen daher Interpretationsspielraum. Erst im Jahr 2006 lag ein verbindlicher Prüfkatalog vor, der zwischen den Landesprüfdiensten und dem Bundesversicherungsamt geeint wurde. Zuvor gab es jahrelang Unstimmigkeiten bzgl. einzelner Auslegungsfragen. Für die Krankenkassen ist der Prüfkatalog ein maßgebliches Instrument für ihre DMP-Organisation.
- Durch Interpretation des Gesetzes durch das BVA wurde die Konzeption von DMP-Programmen nach RSAV ausschließlich den öffentlich-rechtlichen Institutionen im Gesundheitswesen zugesprochen. Private Anbieter von DMP-Programmen konnten daher nur als Dienstleister der Kasse die Programme mitgestalten und umsetzen.
- Durch den i. d. R. regional einheitlichen Abschluss der DMP wurde verhindert, dass die Krankenkassen unterschiedliche Programme (z. B. stärker patientenorientiert) anbieten können. Somit ist es nicht möglich, unterschiedliche Ansätze und Konzepte umzusetzen und deren Wirksamkeit und Effizienz zu erproben.

#### Praktische Schwierigkeiten bei den DMP-Daten
- Insbesondere bei der Einführung der DMP nach RSAV traten in den Jahren 2003–2005 in der Praxis große Schwierigkeiten auf.
- Die permanenten Anpassungen des Prozessdesigns und der Dokumentationsbögen führen zu einem erheblichen Mehraufwand in der Administration für alle Beteiligten: Patienten, Ärzte aber auch Krankenkassen u. a.
- Die DMP-Verträge mit den einzelnen KV-Bezirken gestalten sich unterschiedlich, so dass der Programmteilnehmer einem KV-Bezirk zugeordnet werden muss. Maßgeblich für die Zuordnung ist allerdings nicht der Wohnort des Versicherten, sondern die Praxisniederlassung des behandelnden Arztes, was zu Schwierigkeiten führen kann.
- Aufgrund der föderalen Gliederung der Kassenärzte in 17 KV-Bezirke gibt es keine bundesweit einheitliche Liste mit akkreditierten Ärzten. DMP-Anbieter müssen daher Akkreditierungslisten in unterschiedlichsten Formaten zusammenführen.

### eDMP – elektronisches DMP
Beginnend im Jahr 2005 wurde in allen KV-Regionen das eDMP eingeführt, d. h. die elektronische Übermittlung von Dokumentationen zwischen Arztpraxis und Datenstelle. Dabei werden die Daten der bisherigen Dokumentationsbögen auf einer Diskette, einer CD oder über ein gesichertes Online-Verfahren übertragen. Parallel ist die Unterschrift des Arztes auf einem „Begleitschein“ oder einer „Versandliste“ notwendig, da es noch keine zugelassene elektronische Arztunterschrift gibt. Spätestens zum 1. Juli 2008 (je nach Bundesland) ist eDMP für alle Vertragsärzte verpflichtend. Für Brustkrebs konnte in Ausnahmefällen bis zum 1. Juli 2009 per Bogen dokumentiert werden.

### Umfang der über DMP im RSA verteilten Beträge
Im RSA-Jahresausgleich 2005 entfielen von den 70,1 Mio. Versichertenjahren rd. 1,7 Mio. auf Versichertenjahre mit Einschreibung in ein DMP, also nur rd. 2,4 von Hundert. Da die Eingeschriebenen in der Regel überdurchschnittlich kostenintensive Erkrankungen aufweisen, beträgt der Anteil der DMP-Ausgaben an allen im RSA berücksichtigten Ausgaben allerdings mit 7,9 Mrd. Euro Ausgaben von 129,2 Mrd. Euro Ausgaben rd. 6,1 vom Hundert. (Daten aus dem Internet beim Bundesversicherungsamt herunterladbar: www.bundesversicherungsamt.de, dort bei „Fachinformationen, Risikostrukturausgleich, Jahresausgleiche“.)

### Neuere Entwicklungen und Ausblick
Im Jahr 2008 entfiel das Erfordernis der Arztunterschrift auf den Folgedokumentationen durch das GKV-Wettbewerbsstärkungsgesetz (GKV-WSG 2007). Ferner wurde zum 1. April 2008 die elektronische Dokumentation Pflicht.
Zum 1. Januar 2009 wurde der bisherige Risikostrukturausgleich durch einen morbiditätsorientierten RSA (Morbi-RSA) abgelöst. Innerhalb des neuen Morbi-RSA entfällt die gesonderte Erstattung der erhöhten Krankheitskosten von DMP-Teilnehmern an die Krankenkassen – sie wird jetzt für 80 ausgewählte Krankheitsgruppen durchgeführt. Allerdings erhalten die Krankenkassen weiterhin für jeden in ein DMP eingeschriebenen Versicherten eine Programmkostenpauschale pro Monat (2009: 15 Euro/Monat, 2012: 12,76 Euro/Monat). Die Attraktivität der DMPs für die Krankenkassen hat sich durch die RSA-Änderung deutlich verringert.
Mit dem GKV-VStG wurde zum 1. Januar 2012 auch das Erfordernis der Arztunterschrift auf Erstdokumentationen abgeschafft. Mit der Unterschrift hatte der Arzt bis dahin die Richtigkeit der Angaben auf der Dokumentation bestätigt.
Im Jahr 2013 treten zum 1. Juli 2013 Überarbeitungen in den DMP Brustkrebs, Asthma und COPD in Kraft. Alle DMP-Teilnehmer werden über die Änderungen von den Krankenkassen und den Ärzten informiert. Änderungen ergeben sich insbesondere durch den medizinischen Fortschritt im DMP Brustkrebs.

## Freie DMP
Ein freies Disease-Management-Programm ist jedes DMP, welches ohne RSA-Koppelung und BVA-Aufsicht entwickelt und durchgeführt wird. In erster Linie sind das die DMP der privaten Krankenversicherungen (PKV), es gibt jedoch auch gesetzliche Kassen, die solche freien DMP durchführen, dann i. d. R. als Modellvorhaben oder Projekt der Integrierten Versorgung.
Die Gestaltung der freien DMP ist patientenzentriert und zum Teil umfangreicher als die der RSA-DMP. Auch hier finden regelmäßige Beratungsgespräche statt, bei denen relevante Daten erhoben werden. Auch Info-Broschüren und statistische Auswertungen des Gesundheitszustandes sind Bestandteil der medizinischen DMP. Weiterhin unterstützen selbst zusammengestellte Befundbögen und telemetrische Geräte das Betreuungsprogramm. Oft werden die Patienten abhängig von ihrem Gesundheitszustand auch verschieden intensiv betreut.
Die Indikationen sind ähnlich den RSA-DMP hauptsächlich Zivilisationskrankheiten wie Diabetes, Osteoporose, Herzkrankheiten, Asthma, Hypertonie usw. Auch Präventionsprogramme z. B. zur Ernährung werden im Rahmen von freien DMP angeboten.
Der prinzipielle Ablauf gliedert sich ähnlich den RSA-DMP in drei Phasen: Selektion, Gewinnung und Betreuung.
Der Schwerpunkt liegt hier weniger auf der Quantität, sondern auf der Qualität der Betreuung, da die DMP zunächst erhöhten Verwaltungsaufwand für die Krankenkasse bedeuten und die Kosteneinsparungen nicht pauschal durch die Quantität der eingeschriebenen Patienten entstehen, sondern durch die gezielte Betreuung von Hochrisikopatienten und Schwerkranken.
Bei der Umsetzung der freien DMP haben sich ebenfalls einige praktische Schwierigkeiten ergeben:
- Mangelnde Mitwirkungsbereitschaft der Versicherten. Besonders bei Herzkrankheiten und Diabetes sind die Patienten meist schon in einem hohen Lebensalter und haben eine lange Leidensgeschichte hinter sich. Diese Gruppe zu Verhaltensänderungen zu motivieren oder ihnen eine positive Einstellung zum Programm abzuringen, gestaltet sich recht schwierig. Besonders die PKV-Kunden sind zudem oft Gutverdiener bzw. in der sozialen Rangordnung recht hoch stehende Personen, die in ihrem Leben bereits viel erreicht haben und viel Verantwortung tragen. Diese Gruppe lässt sich nicht gern in ihre Lebensgestaltung hineinreden, da sich ihr beruflicher Erfolg psychologisch kaum mit „mangelhaftem“ Privatleben in Übereinstimmung bringen lässt.
- Die Ärzteschaft steht den freien DMP meist noch skeptischer gegenüber als den RSA-DMP, da weder ihre eigenen Vertretungen (z. B. Kassenärztliche Vereinigungen) noch übergeordnete Institutionen wie der Gesetzgeber mit einbezogen sind. Dadurch entsteht noch mehr das Gefühl, ihnen würde die Verantwortung für den Patienten entzogen.

## Evaluation
Seit der Einführung der Disease Management Programme in Deutschland 2003 bestand die gesetzliche Verpflichtung nach §137 Sozialgesetzbuch V, den Erfolg der Maßnahme zu belegen (Evaluation). Diese Verpflichtung nahm ursprünglich das Bundesministerium für Gesundheit war, hat diese Aufgabe 2011 jedoch an den Gemeinsamen Bundesausschuss (G-BA) übertragen. Das Bundesamt für Soziale Sicherung lässt neue strukturierte Behandlungsprogramme (Disease Management Programme – DMP) zu. Seit 2016 werden die Evaluationberichte von den Gesetzlichen Krankenkassen erstellt, die dafür externe Dienstleister beauftragen. Der G-BA erlässt nur noch die Richtlinien für die Anforderungen der Evaluation. Die Firma Medical Netcare GmbH ist deutschlandweit für alle BKKen, IKKen und Ersatzkassen als Evaluator tätig. Sie stellt aktuelle Evaluationsberichte online zur Verfügung. Die Berichte für die AOK und die Knappschaft werden vom Institut für angewandte Sozialwissenschaft GmbH (infas) sowie der Prognos AG erstellt. Von der ärztlichen Seite werden ebenfalls Evaluationsberichte zur Verfügung gestellt.
Der wissenschaftlich wünschenswerte Vergleich einer Anwendergruppe mit einer Kontrollgruppe, die nicht am DMP teilnimmt scheitert am Datenschutz der Nichtanwender. Eine Nutzung der Routinedaten von Nichtteilnehmern ist rechtlich unzulässig. Die Evaluation besteht daher in der Protokollierung und Verlaufsdokumentation der Messwerte der Teilnehmer.
Beispiele für Studien zu Disease-Management-Programmen:
- Jaan Sidorov, Robert Shull, Janet Tomcavage, Sabrina Girolami, Nadine Lawton, Ronald Harris: Does diabetes disease management save money and improve outcomes? In: Diabetes Care. 25(4), April 2002, S. 684–689.
- D. P. Holst, D. Kaye, M. Richardson, H. Krum, D. Prior, A. Aggarwal, R. Wolfe, P. Bergin: Improved outcomes from a comprehensive management system for heart failure. In: Eur J Heart Fail. 3(5), Oktober 2001, S. 619–625.
- G. C. Fonarow, L. W. Stevenson, J. A. Walden, N. A. Livingston, A. E. Steimle, M. A. Hamilton, J. Moriguchi, J. H. Tillisch, M. A. Woo: Impact of a comprehensive heart failure management program on hospital readmission and functional status of patients with advanced heart failure. In: J Am Coll Cardiol. 30(3), Sep 1997, S. 725–732.